# Hanibal
Hanibal ali Hanibal Barka, kartažanski vojskovodja in državnik, * 247 pr. n. št., † 183/182 pr. n. št.

## Hanibal
Hanibal, sin Hamilkarja Barke, je živel v 3. in 2. stoletju pred našim štetjem, eno stoletje po Aleksandru Makedonskem in eno stoletje pred Julijem Cezarjem. Njegova brata in svak Hasdrubal Barka, Mago Barka ter Hasdrubal Lepi in on sam so bili kartažanski »levji zarod«. Odraščal je v Kartagini v času prve punske vojne in komaj devetleten že spremljal očeta Hamilkarja, ko se je z armado odpravil v Španijo. Livij poroča, da je pri darovanju bogovom, kar je bil običajen obred pred vojaškimi odpravami, Hanibal z roko na žrtvovani živali sveto prisegel, da nikoli ne bo pozabil, da je Rim smrtni sovražnik njegovega ljudstva.

## O Hanibalu
Vse, kar danes vemo o Hanibalovi osebnosti, temelji na rimskih virih (kartažanski se niso ohranili). Rimljani so ga po eni strani označevali kot neverjetno okrutnega človeka ter ga po drugi cenili kot vrhunskega vojskovodjo. Livij opisuje, kako je s svojo samozavestjo in pogumom spodbudil čete, da so bile pripravljene zanj storiti vse, kar je zahteval. Kljub temu, da ni poveljeval domoljubni narodni vojski, temveč najemniškim četam iz Kartagine, Numidije, Španije, Balearskih otokov in Galije, so mu bili vojaki brezpogojno vdani. Kornelij Nepos poroča, da ni bil samo vojaški genij, temveč da je bil tudi izredno izobražen. Kasneje je kot državnik dosegel vrsto političnih uspehov. Njegov zunanji videz je poznan s srebrnih kovancev in bronasti glavi iz Volubilisa v Maroku. 

## Hanibalov pohod čez Alpe
Vojaški prehod čez Alpe, ki je v antiki veljal domala za nemogočega, sodi med Hanibalove največje vojaške dosežke in je sploh ena največjih mojstrovin antičnega vojskovanja. Za uspeh sta bila poleg dobrega načrtovanja pomembna hitrost in element presenečenja, saj Rimljani Kartažanov niso pričakovali s severne, alpske strani. Hanibalov pohod iz kartažanskih oporišč v Španiji čez Pireneje, Galijo in nazadnje čez Alpe v Padsko nižino je del druge punske vojne (218-201 pr. n. š.). Ta se je začela v Španiji z zavzetjem Rimljanom prijateljskega Sagunta. Hanibalova vojska je ob odhodu štela 50.000 pešakov, 9.000 konjenikov in 37 slonov in je v petih mesecih prehodila 1.500 kilometrov. Kljub temu, da je bilo razmerje moči močno v prid Rimljanov, ki naj bi imeli takrat na voljo približno 750.000 vojakov, je Hanibal uspel s spretno skupno uporabo konjenice in pehote po vrsti poraziti vse rimske vojske: pri Trebiji, pri Trazimenskem jezeru in nazadnje pri Kanah (216 pr. n. š.), kjer je bilo prizorišče ene klasičnih zmag v vojaški zgodovini: Hanibal je rimsko vojsko dobil v klešče in jo skoraj povsem uničil. Čeprav so mu bila s tem vrata v Rim odprta, mesta ni nikoli oblegal. Zavedal se je, da je s svojo vojsko sredi sovražnega ozemlja brez resnih zaveznikov, daleč od domovine ter morebitnih okrepitev v hrani in vojakih hudo ranljiv. Kljub temu pa je na Apeninskem polotoku vztrajal celih 16 let in se vrnil v Kartagino šele leta 203 pr. n. š., ko je bil iz Italije odpoklican. Leto pozneje ga je pri Zami premagal Rimljan Publij Kornelij Scipion Afriški. Hanibalovo vojskovanje z Rimom se je nadaljevalo s programom političnih reform v Kartagini, ki so plemstvu odvzele velik del oblasti. Ker se je le-to obrnilo proti njemu in se povezalo z Rimljani, je zbežal najprej v Efez in nato še v Bitinijo (današnja Turčija). Vladarju Prusiju Bitinijskemu je pomagal v boju proti Rimljanom, zato so slednji zahtevali njegovo izročitev. Da bi se tej sramotni usodi izognil, se je zastrupil in 64-leten v Bitiniji umrl.